# Яковлев, Василий Терентьевич
Василий Терентьевич Яковлев (1899—1950) — начальник Первого спецотдела НКВД СССР, генерал-майор (1945).

## Биография
Родился в деревне Антипино ныне Тёмкинского района Смоленской области в русской семье железнодорожника. В 1910 окончил городское железнодорожное училище, затем учился в школе телеграфистов. В 1917 поступил в Смоленский политехнический институт. В 1919 после окончания двух курсов института ушёл добровольцем в РККА, участвовал в боях на Западном фронте.
С 1921 уполномоченный Особого отдела Смоленской губЧК, юрисконсульт губотдела ОГПУ в городе Пенза), с 1923 уполномоченный ОГПУ. До 1931 работа в контрразведывательных подразделениях; помощник начальника отдела по борьбе с контрабандой на Московской таможне; с 1931 в Иностранном (разведывательном) отделе (ИНО) ОГПУ; в 1932 помощник начальника Иностранного отдела ОГПУ; с 1935 первый резидент внешней разведки в Болгарии; до 1938 начальник Девятого отдела ГУГБ НКВД СССР; начальник Секретариата НКВД СССР, начальник Первого спецотдела НКВД СССР. В 1939—1941 оперативный работник под прикрытием торгового представителя СССР в Латвии, в Финляндии; с 1941 начальник Второго (Балканского) отдела внешней разведки; в 1946—1947 заместитель представителя МГБ СССР в Германии.
В мае 1947 был командирован в качестве резидента внешней разведки в Австрию, где находился до сентября 1949. Руководимая В. Т. Яковлевым резидентура добилась хороших результатов в разведывательной работе. По завершении служебной командировки в Австрию В. Т. Яковлеву было предложено возглавить управление во внешней разведке, однако по состоянию здоровья он отклонил это предложение и в конце 1949 вышел в отставку. В 1950 В. Т. Яковлев скончался от болезни сердца. Похоронен на Новодевичьем кладбище участок 4 ,ряд 5. Здесь же похоронены  Яковлева Варвара Дмитриевна (1898-1988) - вдова и  сыновья  - Яковлев Эдуард Васильевич ( 1925-1944) - сержант авиации; Яковлев Геннадий Васильевич (1928-1955) - лейтенант, журналист-международник; Яковлев Юрий Васильевич (1920-1988) - сотрудник Госбезопасности.

## Звания
- капитан государственной безопасности, 20.12.1936;
- майор государственной безопасности, 18.07.1941;
- комиссар государственной безопасности, 14.02.1943;
- генерал-майор, 09.07.1945.

## Награды
Награждён орденами Ленина, Красного Знамени, Отечественной войны 1-й степени, Красной Звезды, знаком «Почётный работник ВЧК-ГПУ», медалями.